# Tad Stones – Der verlorene Jäger des Schatzes!
Tad Stones – Der verlorene Jäger des Schatzes! (Originaltitel: Las aventuras de Tadeo Jones) ist ein spanischer Computeranimationsfilm des Regisseurs Enrique Gato aus dem Jahr 2012.

## Handlung
Tad Stones (im Original: Tadeo Jones) ist ein Bauarbeiter, der in Chicago lebt und auf einer U-Bahn-Baustelle arbeitet. Seit er fünf Jahre alt ist, träumt er davon ein professioneller Archäologe zu sein. Nachdem er wegen Tagträumen während der Arbeit gekündigt wird, besucht er seinen Freund Professor Humbert, um ihn um Hilfe bei der Beurteilung einer vermeintlich alten Coca-Cola-Flasche zu bitten, die er auf der Baustelle gefunden hat.
Der Professor hat einen Brief von seinem Freund Professor Lavrof erhalten, der ihn nach Peru einlädt, um zusammen mit seiner Hälfte eines „Stein-Schlüssels“ die legendäre Inka-Stadt Paititi zu finden. Als Tad und Professor Humbert am Flughafen ankommen, erleidet der Professor einen Unfall und muss, nachdem er die falschen Pillen genommen hat, ins Krankenhaus. Währenddessen spioniert ein Mitglied der bösen Organisation Odysseus Inc. sie aus und schickt ein Foto an die anderen Mitglieder, die in der Sechura-Wüste tätig sind.
Tad übernimmt den Platz des Professors und reist zusammen mit seinem Hund Jeff von Chicago nach Cusco, Peru. Dort trifft er am Flughafen Freddy, einen lokalen Straßenhändler. Tad wird von Männern der Odysseus Inc. gekidnappt, die ihn bedrohen und die Herausgabe des Stein-Schlüssels fordern, aber Tad wird von Freddy und Sara, der Tochter von Professor Lavrof, gerettet. Nachdem sie beide Hälften des Schlüssels verbunden haben, reist die Gruppe nach Machu Picchu, um Professor Lavrof zu treffen. Odysseus Inc. mit dem Anführer Kopponen versucht erneut, den Schlüssel zu stehlen, aber Sara und Tad entkommen ihnen.
Als sie in Machu Picchu ankommen, entdecken sie, dass Professor Lavrof von Odysseus entführt wurde. Nach einigen Abenteuern finden sie Lavrof und Max Mordon, einen berühmten Archäologen und Saras Verlobten. Nachdem sie den Code einer Wandkarte geknackt haben, durchsuchen Odysseus mit Lavrof und Mordon die Wüste, um den Schatz der Inkas zu finden. Aber Tad und Sara haben die echte Karte, mit der sie im Dschungel auf die Suche gehen. Kopponen entdeckt sie und findet den unterirdischen Tempel.
Nach weiteren Abenteuern finden sie heraus, dass Max mit Odysseus unter einer Decke steckt. Als Kopponen und die restlichen Männer von Odysseus in einem Raum mit Fallen ums Leben kommen, schleicht sich Max in den Tempel und versucht das Inka-Gold zu stehlen, weil er glaubt, damit das ewige Leben zu erhalten. Nachdem er eine Mumie und einen Golem getäuscht hat, zerstört Max das Glas, das das Inka-Gold schützt, und wird damit unsterblich, aber als Mumie. Max wird von den Mumien ins Verlies des Tempels gebracht. Die Ober-Mumie entlässt Tad, Sara und den Professor in die Freiheit, unter der Bedingung, dass sie niemandem von der Inka-Stadt erzählen. Als sie wieder an der Oberfläche sind, überzeugen sie Freddy, dass der Inka-Schatz nicht existiert. Tad gesteht Sara seine Gefühle und küsst sie. Der Film endet damit, dass Tad, Sara, Lavrof, Jeff und Freddy in einem von Odysseus’ Fahrzeugen entkommen.

## Produktion
Tad Stones – Der verlorene Jäger des Schatzes! wurde produziert von:
- Telecinco Cinema
- El Toro Pictures
- Lightbox Entertainment
- Ikiru Films
- Telefónica Studios
- Media Networks
- AXN
- Canal+
- TVC
- Mediaset España Comunicación

Der Film wurde am 5. Juni 2012 auf dem Festival d’Animation Annecy gezeigt und kam am 31. August 2012 in Spanien in die Kinos.
In Deutschland erschien der Film nur als DVD und 2D/3D-Blu-Ray bei atlas film.

### Synchronisation
Die deutsche Synchronisation entstand durch die Synchronfirma Metz-Neun Synchron Studio- und Verlags GmbH.
| Rollenname                      | Originalsprecher    | Deutscher Sprecher |
| ------------------------------- | ------------------- | ------------------ |
| Tadheus „Tad“ Stone/Tadeo Jones | Óscar Barberán      | Peter Lehn         |
| „Tad“ Stone als Kind            | Meritxell Ané       | Luca Kron          |
| Sara Lavrof                     | Michelle Jenner     | Nora Jokhosha      |
| Freddy                          | José Mota           | Martin L. Schäfer  |
| Max Mordon                      | Pep Anton Muñoz     | Matthias Keller    |
| Professor Humbert               | Carles Canut        | Michael Deckner    |
| Professor Lavrof                | Félix Benito        | Aart Veder         |
| Die Mumie                       | Luis Posada         |                    |
| Kopponen                        | Miguel Ángel Jenner | Renier Baaken      |
| Großmutter                      | Marta Martorell     |                    |

## Rezeption
Der Film erhielt positive Kritiken in Spanien. Die spanische Zeitung La Vanguardia schreibt: „Die Animation bewegt sich auf einem hohen Niveau […], die Action ist ebenso überzeugend und die Zug-Szene ist nicht nur eines Indiana Jones würdig, sondern trägt auch Züge aus Mission Impossible. Ein imposanter Film mit der Seele eines Blockbusters. Drei von Vier Sternen“.
Rochus Wolff von kinderfilmblog.de schreibt, der Film „bringt Witz, Slapstick und Story zusammen, auch einen gehörigen Schuß Albernheit und Desinteresse an Realismus“.

## Auszeichnungen
Der Film hat beim Spanischen Filmpreis Goya 2013 in folgenden Kategorien gewonnen:
- Bester Nachwuchsregisseur
- Bestes adaptiertes Drehbuch
- Bester Animationsfilm

Zusätzlich war er in folgenden Kategorien nominiert:
- Bester Filmsong
- Beste Filmmusik

## Fortsetzungen
Die Fortsetzung wurde 2017 unter dem Titel Tad Stones und das Geheimnis von König Midas veröffentlicht.
2022 erschien mit Tad Stones und die Suche nach der Smaragdtafel der dritte Film.